# Koskenalustansaari
Koskenalustansaari är en ö i Finland. Den ligger i sjön Kuohijärvi och i kommunen Tavastehus i den ekonomiska regionen  Tavastehus ekonomiska region  och landskapet Egentliga Tavastland, i den södra delen av landet, 110 km norr om huvudstaden Helsingfors. Öns area är 2,3 hektar och dess största längd är 200 meter i sydöst-nordvästlig riktning.